# گلدن ولی (نوادا)
گلدن ولی (به انگلیسی: Golden Valley) یک منطقهٔ مسکونی در ایالات متحده آمریکا است که در شهرستان واشو، نوادا واقع شده‌است. گلدن ولی ۹٫۴ کیلومتر مربع مساحت و ۱٬۵۵۶ نفر جمعیت دارد و ۱٬۵۵۲٫۰۶ متر بالاتر از سطح دریا واقع شده‌است.